# Kiss Árpád (lelkész)
Kiss Árpád (Valea Lungă, Prahova megye, 1902. szeptember 1. – Kolozsvár, 1965. június 16.) református lelkész, tanár, szerkesztő. Seprődi Anna férje, fiuk Seprődi Kiss Attila.

## Életútja
Középiskoláit Sepsiszentgyörgyön és Székelyudvarhelyen végezte, teológiai tanulmányait Kolozsvárt, majd Hollandiában (1930-31) és Svájcban (1936-38). A Bolyai Tudományegyetemen pedagógia-pszichológia szakos tanári diplomát szerzett (1952). Közben Sepsibodokon református lelkész, a Székely Mikó Kollégium tanára (1940-48), egyidejűleg a Jókai Nyomda Rt. igazgatója.
Szerkesztette és gazdag irodalmi anyaggal kiadta a Székely Naptár három kötetét (1946, 1947, 1948), az elsőben hasonmásban újraközölte Kós Károly Átila királról Ének c. kéziszedésű művét, amelyből különnyomat is készült. Székelyföldi Gyermekkönyvtár cím alatt indított sorozatából két füzet jelent meg (Kitrákotty mese Kriza után K. Seprődi Anna ötlete nyomán, B. Parádi Erzsébet rajzaival; Elfutott a kemence, a Molnár-Lajtha-féle gyűjtésből). Népi játékokból, dalokból összeállított és színpadra alkalmazott Nagyszünetben című színdarabját a Pionír közölte 1958. március 20-án. Élete utolsó évtizedében festőként is jelentkezett.